# Рями
Ря́ми (рос. Рямы) — селище у складі Тальменського району Алтайського краю, Росія. Входить до складу Ларічихинської сільської ради.

## Населення
Населення — 35 осіб (2010; 64 у 2002).
Національний склад (станом на 2002 рік):
- росіяни — 97 %